# Saint-Loube
Saint-Loube (gaskognisch Sent Loba e Amadas) ist eine französische Gemeinde mit 99 Einwohnern (Stand: 1. Januar 2022) im Département Gers in der Region Okzitanien (vor 2016 Midi-Pyrénées). Sie gehört zum Kanton Val de Save im Arrondissement Auch. Die Einwohner werden Saint-Loubois genannt.

## Lage
Saint-Loube liegt etwa 37 Kilometer südwestlich von Toulouse und 40 Kilometer südöstlich von Auch am Flüsschen Lieuze. Umgeben wird Saint-Loube von den Nachbargemeinden Monblanc im Norden, Pébées im Norden und Nordosten, Lahage im Nordosten und Osten, Forgues im Osten und Südosten, Laymont im Süden, Montégut-Savès im Südwesten und Westen sowie Sauvimont im Westen und Nordwesten.

## Bevölkerungsentwicklung
| Jahr                       | 1962 | 1968 | 1975 | 1982 | 1990 | 1999 | 2006 | 2011 | 2020 |
| Einwohner                  | 120  | 99   | 83   | 72   | 69   | 62   | 84   | 96   | 103  |
| Quellen: Cassini und INSEE |      |      |      |      |      |      |      |      |      |

## Sehenswürdigkeiten
- Kirche Saint-Loube
- Kirche Saint-Pierre im Ortsteil Amades

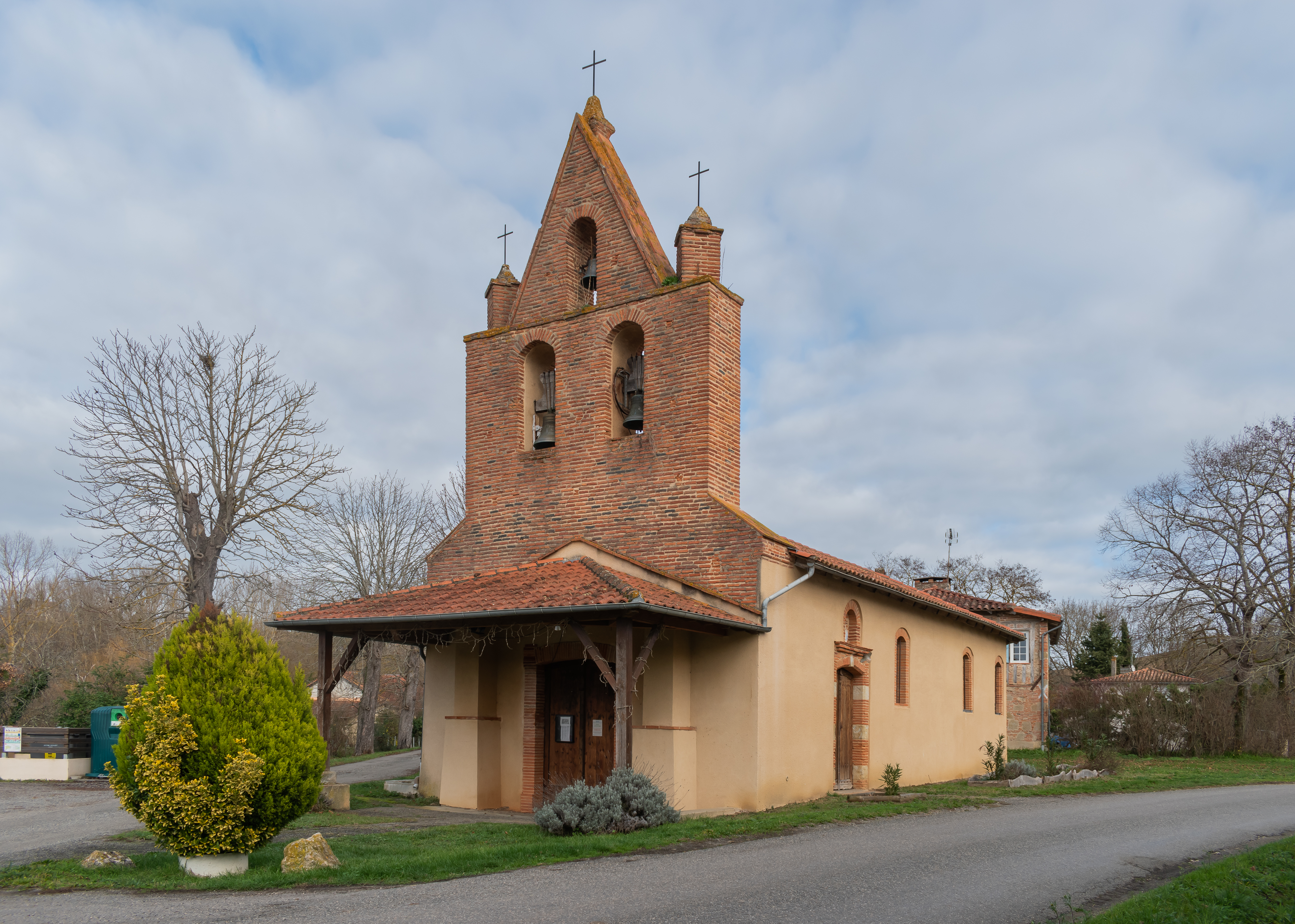
Kirche Saint-Loube
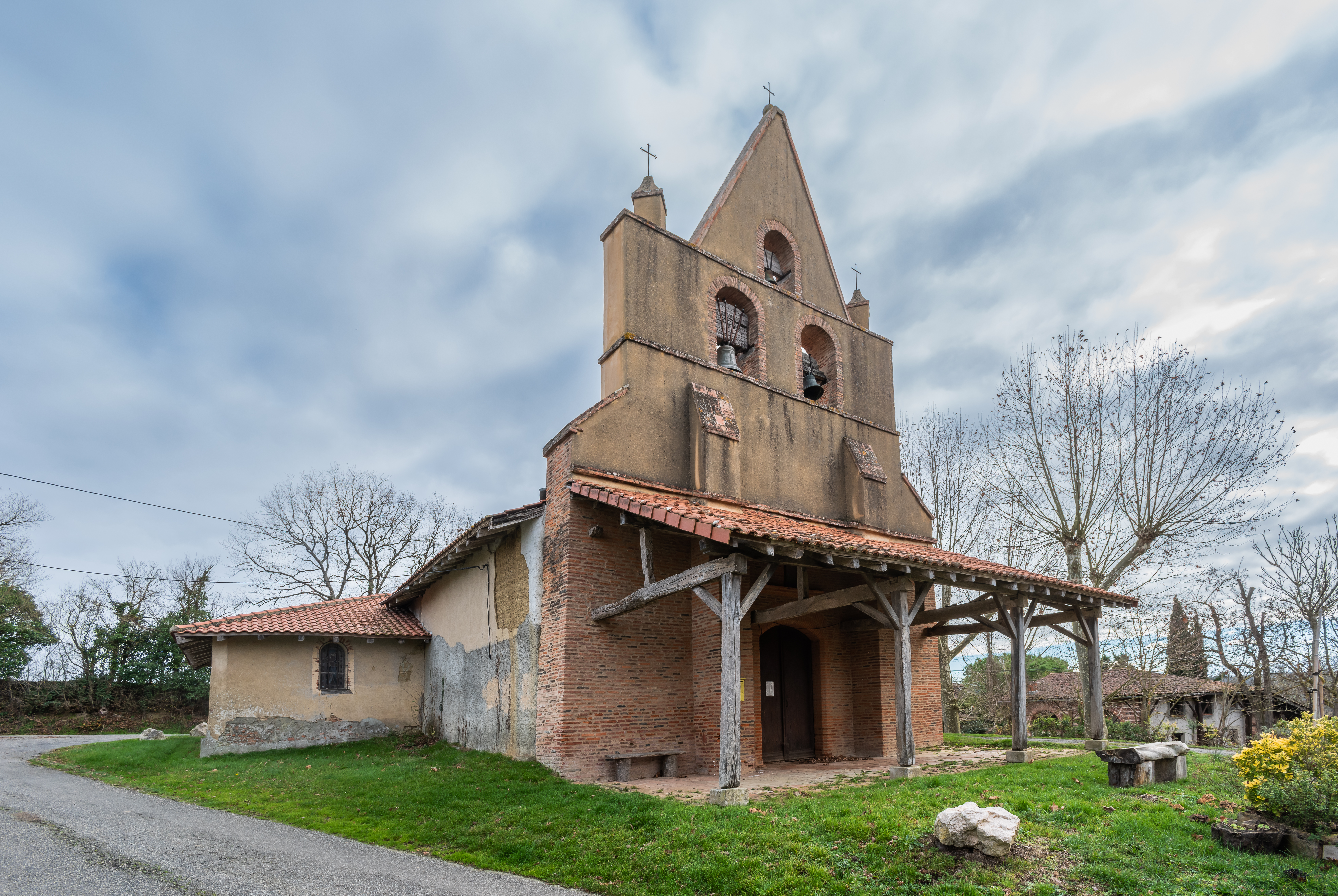
Kirche Saint-Pierre im Ortsteil Amades
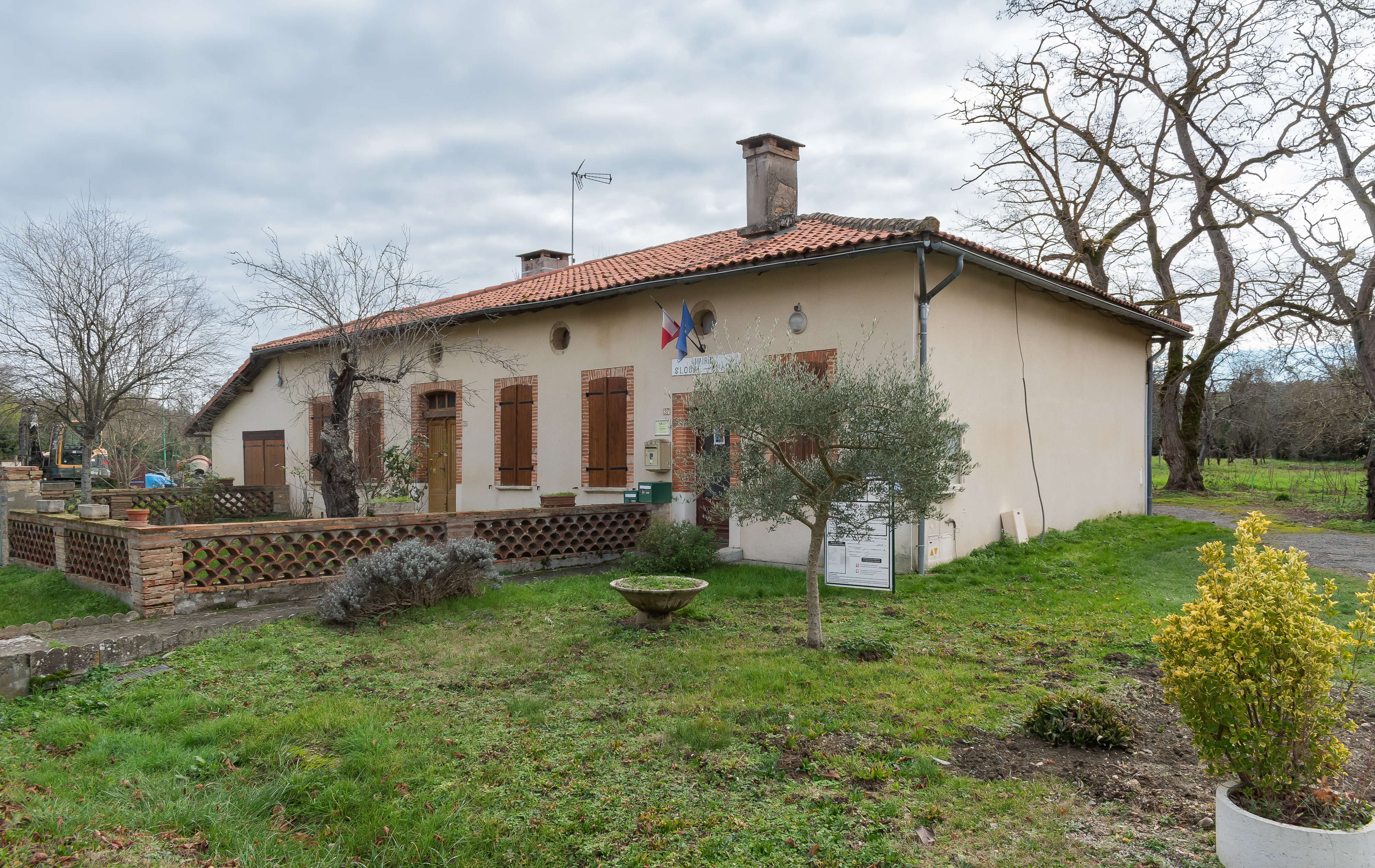
Rathaus Saint-Loube